# Mike Phiromphon
Mike Phiromphon (Thai: ไมค์ ภิรมย์พร, alternative Schreibweise: Mike Piromporn, * 8. Juli 1966 in Provinz Udon Thani, Thailand) ist ein Luk-Thung- und Mo-Lam-Sänger.

## Namen
Mikes Geburtsname ist Pornphirom Pinthapakang (พรภิรมย์ พินทะปะกัง). Sein Rufname ist Mike.

## Leben und Karriere
Mike Phiromphon wurde am 8. Juli 1966 in der Provinz Udon Thani geboren. Er hat die Oberschule abgeschlossen. Derzeit hat er einen Vertrag mit GMM Grammy. Seine erste Rolle als Schauspieler hatte er im Jahr 2001 in der Fernsehserie Nai Hoy Tamin.
Im August 2018 trat er beim Thai Food & Culture Festival in Bülach auf und im Juli 2019 beim Festival Amazing Thailand in Bad Homburg.

## Alben (Auswahl)
- 1995 – Kan Lang Kor Lao (คันหลังก็ลาว)
- 1996 – Nam Ta Lon Bon Toe Jeen (น้ำตาหล่นบนโต๊ะจีน)
- 1998 – Ya Jai Khon Jon (ยาใจคนจน)
- 2000 – Nuei Mai Khon Dee (เหนื่อยไหมคนดี)
- 2007 – Yang Rak Kan Yoo Rue Plao (ยังรักกันอยู่หรือเปล่า)
- 2018 – Bon Thanon Sai Khon Dee (บนถนนสายคนดี)
- 2019 – Status Bor Koei Pliean (สเตเตัสบ่เคยเปลี่ยน)